# Micrurus decoratus
Espèce
Synonymes
- Elaps decoratus Jan, 1858
- Elaps fischeri amaral, 1921
- Elaps ezequieli Lutz & Oswaldo, 1922

Micrurus decoratus est une espèce de serpents de la famille des Elapidae. 

## Répartition
Cette espèce est endémique du Brésil. Elle se rencontre dans les États du Rio Grande do Sul, de Santa Catarina, du Paraná, de São Paulo, de Rio de Janeiro et du Minas Gerais.

## Publication originale
- Jan, 1858 : Plan d'une iconographie descriptive des ophidiens et description sommaire de nouvelles espèces de serpents. Revue et Magasin de Zoologie Pure et Appliquée, Paris, ser. 2, vol. 10, p. 438-449 & 514-527 (texte intégral).